# Фаворская, Вера Васильевна
Вера Васильевна Фаворская (19 апреля [1 мая] 1896, Жовнино, Чернобаевский район — 26 июля 1977, Москва) — русский советский художник.

## Биография
Отец, Василий Петрович Фаворский, был инженером-технологом. Детские годы Вера провела в селе Струнино Александровского уезда Владимирской губернии, по месту работы отца, возглавившего текстильную фабрику.
В 1915 с отличием (с золотой медалью) окончила московскую гимназию Н. П. Щепотьевой. В годы Первой мировой войны служила хирургической сестрой в прифронтовом госпитале.
В 1917 году училась в частной студии П. И. Келина, на следующий год поступила на живописное отделение во ВХУТЕМАС, среди её педагогов были А. Е. Архипов, К. А. Коровин, А. В. Куприн, Р. Р. Фальк. Окончила обучение со званием художника и дипломом I степени в 1923 году.
В 1922 году выставлялась на Первой русской художественной выставке в Берлине, в 1923 году — на выставке дипломных работ ВХУТЕМАСа в Москве, в марте 1924 года — на выставке Российского общества Красного креста вместе с ведущими мастерами «Бубнового валета» в Москве. В 1925 году выставлялась на выставке общества «Московские живописцы».
В 1930—1932 годах преподавала в Высшем инженерно-строительном училище в Москве, в 1932—1934 — в Московском архитектурном институте, в 1935—1948 — в Московском государственном художественном институте им. В. И. Сурикова, в 1942—1944 — в Московском центральном художественно-промышленном училище. В 1932 году принята в члены МОСХ.
Персональные выставки прошли в Москве в 1974, 1960 и 2003 (совместная с мужем, И. И. Чекмазовым).
Работы находятся в коллекциях Государственной Третьяковской галереи, Государственного Русского музея, Тарусской картинной галереи, в частных коллекциях.
В 1950—1970-е годы жила и работала в Тарусе. Похоронена на старом тарусском городском кладбище.